# Cool FM 103,5 de Saint-Georges
Cet article concerne l’équipe de hockey. Pour la station de radio, voir CKRB-FM.
Le Cool FM 103,5 de Saint-Georges est une équipe de hockey sur glace de la Ligue nord-américaine de hockey de Saint Georges-de-Beauce au Québec, Canada.
Fondé en 1998 après l'achat des Chacals de la Rive-Sud, le Cool FM est actuellement la deuxième plus vieille équipe encore en activité dans la LNAH. En 2005, l'équipe change de nom et s'appelle le CRS Express. L'équipe remporte son premier titre lors de la saison 2009-2010 en vaincant le Saint-François de Sherbrooke. Après ce titre, à l'été 2010, l'équipe change encore de nom pour devenir le Cool FM 103,5 de Saint-Georges. Elle obtient son deuxième titre en 2023.

## Historique

### Garaga de Saint-Georges (1998-2005)
En 1998, Francis Lapointe souhaite implanter le hockey senior à Saint-Georges. Il achète alors l'équipe des Chacals de la Rive-Sud qui évoluaient à Saint-Henri-de-Lévis, pour un total d’environ 15 000 dollars.
Après avoir trouvé plusieurs partenaires, il crée un organisme à but non lucratif et le Garaga de Saint-Georges voit le jour dans la Ligue de hockey semi-professionnelle du Québec.
En décembre 2004, Rock Cloutier devient l’unique propriétaire de l’équipe.

### CRS Express de Saint-Georges (2005-2010)
À l’été 2005, Garaga inc. décide de ne pas renouveler son entente avec l’équipe de hockey. Jean-Paul Blais, propriétaire de l’entreprise de transport CRS Express inc. décide d’identifier son entreprise à l’équipe. Le CRS Express de Saint-Georges voit le jour.
La saison 2005-2006 fut très difficile pour l’équipe. L’équipe est décimée par les blessures et Jonathan Delisle perd la vie dans un accident de la route ,.
À l’été 2006, Jean-Paul Blais décide d’acheter l’équipe.
En 2009-2010, l'encadrement en place réussit à faire venir plusieurs excellents joueurs dans l’équipe. Cette dernière connaît un très bon début de saison, même si cela ne perdure pas dans le temps. Le CRS Express termine la saison régulière au quatrième rang du classement de la Ligue Nord-Américaine de Hockey. Après avoir réalisé un bon premier tour des séries éliminatoires en éliminant le Marquis de Saguenay en 6 matchs, l’équipe remporte la Coupe Futura en 6 matchs face au Saint-François de Sherbrooke.

### Cool FM 103,5 de Saint-Georges (2010-)
À l'été 2010, Jean-Paul Blais décide de vendre son équipe à d'autres investisseurs locaux. À la suite de cela, l'équipe change de nom et devient le Cool FM 103,5 de Saint-Georges.
Au terme de la saison 2011-2012, l'équipe rate les séries pour la première fois de son existence. À la suite de cet échec, l'équipe désire repartir sur de nouvelles bases. M. Carol Poulin achète les parts des anciens actionnaires et devient l’actionnaire majoritaire. Il distribue ensuite plusieurs parts à des hommes d'affaires de la région qui ont la même vision que lui. Kévin Cloutier devient le nouveau capitaine de la formation beauceronne . Il détient aussi une part de l'équipe en plus de siéger dans le comité hockey. Berthier Bédard et Carl Fleury complètent ce comité. De plus, l'équipe désire afficher un visage plus local pour ses partisans : les joueurs locaux auront donc une place de choix dans la formation de l'encadrement. Raymond Delarosbil, l'ancien capitaine, est nommé entraîneur-adjoint. Carl Fleury effectue un retour derrière le banc des beaucerons. Un nouveau comité marketing est aussi mis en place pour faire revenir les partisans au Centre sportif Lacroix-Dutil. Le 24 novembre 2012, Fleury est relevé de ses fonctions d’entraîneur chef et de directeur général. Raymond Delarosbil est nommé entraîneur chef par intérim et Phillipe Audet entraîneur-adjoint par intérim. Il est remplacé la semaine suivante par Steve Gosselin. C'est Carol Poulin qui assura le poste de directeur général, mais également de façon intérimaire. Le 3 décembre 2012, M. Patrick Lacelle est nommé pour occuper le nouveau poste de Vice-Président volet hockey, ainsi que le poste de gouverneur et de recruteur en chef .
Le 12 janvier 2015, à la suite d'une violente bagarre générale lors d'une période d'échauffement la veille à Laval, le Cool FM met fin à ses activités à titre de protestation. L'équipe souhaite que des suspensions significatives soient infligées aux principaux acteurs de cet événement, décisions qui seront prises en suivant et le Cool FM réintègre la LNAH le 15 janvier.
Le 11 juin 2015, Léo-Guy Morrissette engage Dean Lygitsakos à titre d’entraîneur-chef et de directeur-général de la formation. Ce dernier nomine Éric Haley comme entraîneur-adjoint . Le 13 novembre 2015, Éric Haley quitte son poste d’entraîneur-adjoint . Le 27 novembre 2015, Marc Beaucage est engagé à titre d’entraîneur-adjoint . Le 17 décembre 2015, le propriétaire Léo-Guy Morrissette se retire pour des raisons de santé et l'équipe passe sous la gouvernance de la ligue . Le Cool FM conclut les séries 2016 sur une défaite au 1er tour face au 3L de Rivière-du-Loup.
La saison 2016-2017 reste dans la continuité du côté de la direction alors que Dean Lygitsakos reste Directeur-général et Entraineur-Chef. Cependant, son adjoint devient Mikael Bédard, un joueur blessé pour la durée de la saison. Le 16 décembre 2016, Alain Gardner devient l'entraineur-adjoint du Cool FM et Steeve Larouche occupera un poste au recrutement des joueurs . Dans un tout nouveau format de séries éliminatoires, le Cool FM perd en 1re ronde face à l'Assurancia de Thetford-Mines, mais peut revenir dans la course s'ils viennent à bout des 3L de Rivière-du-Loup . Deux matchs plus tard, le Cool FM élimine les 3L et fait face aux Marquis de Jonquière en 2e ronde. Le Cool FM est éliminé en 5 matchs.
À peine les séries terminées, un été mouvementé s'amorce. Le 22 mai 2017, Dean Lygitsakos apprend que son contrat ne sera pas renouvelé par la formation . Le 13 juin 2017, le Cool FM embauche Denis Dumont au titre de Directeur-Général . Le 22 juin 2017, M. Dumont engage Éric Haley en tant qu'entraineur-chef de l'équipe. Le 3 juillet 2017, Richard Vachon devient l'entraineur-adjoint de la formation . Trois semaines après le début de la saison, le 22 octobre 2017, Éric Haley et son adjoint Richard Vachon son congédiés et remplacés par intérim par Kevin Cloutier et Patrick Bordeleau, des joueurs blessés . Quelques jours plus tard à peine, Denis Dumont est déplacé au poste de Directeur Administratif et Doug Archibald est nommé Directeur-Général . Le 30 octobre 2017, le Cool FM engage Mario Roy à titre d’entraîneur-chef et Christian Labonté comme adjoint en plus d'ajouter Steven Woodburn comme adjoint spécial . Le 15 novembre 2017, Doug Archibald est relevé de ses fonctions . Le 17 novembre 2017, l'équipe annonce Jesse Bélanger comme nouveau Directeur Général . L'équipe s'incline en séries éliminatoires dès le premier tour. Malgré tout, l'entraineur Mario Roy obtient le titre d'entraineur-chef de l'année dans la LNAH.
Après l'élimination de l'équipe, Carol Poulin annonce son retrait du poste de président le 16 avril 2018. Le 3 mai 2018, Stéphane Rouleau est nommé au poste de président de l'équipe . Le 28 juin 2018, Raymond Delarosbil est nommé directeur-général du club .  L'équipe de hockey voit un autre entraineur-chef derrière le banc. Le 11 juillet 2018, Éric Bertrand est annoncé au titre d'entraineur-chef et Martin Larivière est l'entraineur-adjoint . Éric Bertrand annonce sa retraite du hockey et son poste de capitaine sera pris par l'attaquant Kévin Cloutier . L'équipe finie la saison au cinquième rang de la saison régulière, mais crée la surprise en éliminant les second au classement, le 3L de Rivière-du-Loup, en 4 matchs. Le Cool FM se fait éliminer en demi-finale face aux Éperviers de Sorel-Tracy.

Ancien logo du CRS Express

### Distinctions et récompenses
- En janvier 2001, le Garaga présente le Match des étoiles de la Ligue de hockey semi-professionnelle du Québec.
- En 2000 et 2002, le Garaga présente et remporte le tournoi de la Coupe Bolton. Ce tournoi réunit les meilleures équipes de niveau sénior AAA dans l’Est du Canada.
- En avril 2000, le Garaga participe à la Coupe Allan, le championnat canadien de hockey sénior AAA, qui se déroulait à Lloydminster, en Alberta.
- En avril 2002, le Garaga participe et remporte la Coupe Allan, qui se déroulait à Powell River, en Colombie-Britannique.
- En février 2003, le Garaga réprésente le Canada au championnat mondial de hockey sénior qui se déroulait à Nagano au Japon. L’équipe a terminé en deuxième position.
- En avril 2004, le Garaga présente le tournoi de la Coupe Allan au Centre sportif Lacroix-Dutil et remporte pour une deuxième fois en trois ans la Coupe Allan.
- En mai 2010, le CRS Express de Saint-Georges remporte pour la première fois de son histoire la Coupe Futura.
- Le Cool-FM 103.5 termine la saison 2010-2011 au premier rang du classement et remporte la Coupe du Commissaire [20].
- En mai 2023, le Cool FM remporte pour la deuxième fois de son histoire la Coupe Vertdure.

## Statistiques par saisons
| Saison    | PJ | V  | D  | N | DP | DTB | BP  | BC  | Pts | Classement | Séries éliminatoires                   |
| --------- | -- | -- | -- | - | -- | --- | --- | --- | --- | ---------- | -------------------------------------- |
| 1998-1999 | 36 | 23 | 12 | 1 | -  | -   | 170 | 133 | 47  | 2e place   | Défaite en finale                      |
| 1999-2000 | 38 | 27 | 9  | 2 | -  | -   | 191 | 112 | 56  | 1re place  | Défaite en demi-finale                 |
| 2000-2001 | 44 | 32 | 9  | 1 | 2  | -   | 229 | 139 | 67  | 1re place  | Défaite en finale                      |
| 2001-2002 | 44 | 37 | 7  | 0 | 0  | -   | 249 | 119 | 74  | 1re place  | Défaite en demi-finale de division est |
| 2002-2003 | 52 | 42 | 10 | 0 | 0  | -   | 264 | 164 | 84  | 2e place   | Défaite en demi-finale de division est |

| Saison    | PJ | V  | D  | N | DP | DTB | BP  | BC  | Pts | Classement | Séries éliminatoires |
| --------- | -- | -- | -- | - | -- | --- | --- | --- | --- | ---------- | -------------------- |
| 2003-2004 | 50 | 38 | 10 | - | 0  | 2   | 231 | 134 | 78  | 2e place   | Défaite en finale    |

| Saison    | PJ | V  | D  | N | DP | DTB | BP  | BC  | Pts | Classement | Séries éliminatoires                                   |
| --------- | -- | -- | -- | - | -- | --- | --- | --- | --- | ---------- | ------------------------------------------------------ |
| 2004-2005 | 60 | 33 | 21 | - | 1  | 5   | 241 | 216 | 72  | 6e place   | Défaite en demi-finale                                 |
| 2005-2006 | 56 | 24 | 29 | - | 1  | 2   | 222 | 261 | 51  | 7e place   | Défaite en quarts de finale                            |
| 2006-2007 | 48 | 24 | 16 | - | 6  | 2   | 199 | 195 | 56  | 3e place   | Défaite en demi-finale                                 |
| 2007-2008 | 52 | 31 | 17 | - | 0  | 4   | 233 | 206 | 66  | 2e place   | Défaite en demi-finale                                 |
| 2008-2009 | 44 | 26 | 14 | - | 1  | 3   | 194 | 151 | 56  | 2e place   | Défaite en demi-finale                                 |
| 2009-2010 | 44 | 25 | 16 | - | 2  | 1   | 191 | 181 | 53  | 4e place   | Remporte la Coupe Futura                               |
| 2010-2011 | 42 | 29 | 10 | - | 0  | 3   | 172 | 125 | 61  | 1re place  | Défaite en finale                                      |
| 2011-2012 | 48 | 22 | 18 | - | 1  | 7   | 191 | 185 | 52  | 5e place   | Non qualifié                                           |
| 2012-2013 | 40 | 18 | 19 | - | 1  | 2   | 160 | 156 | 38  | 6e place   | Défaite en quarts de finale                            |
| 2013-2014 | 40 | 20 | 18 | - | 1  | 1   | 142 | 153 | 42  | 6e place   | Défaite en quarts de finale                            |
| 2014-2015 | 40 | 19 | 17 | - | 2  | 2   | 149 | 165 | 42  | 6e place   | Défaite en quarts de finale                            |
| 2015-2016 | 40 | 16 | 20 | - | 3  | 1   | 130 | 151 | 36  | 6e place   | Défaite en quarts de finale                            |
| 2016-2017 | 40 | 20 | 15 | - | 5  | 0   | 144 | 158 | 45  | 3e place   | Défaite en quarts de finale                            |
| 2017-2018 | 36 | 16 | 17 | - | 3  | 0   | 126 | 136 | 35  | 5e place   | Défaite en quarts de finale                            |
| 2018-2019 | 36 | 15 | 18 | - | 1  | 2   | 125 | 138 | 33  | 6e place   | Défaite en demi-finale                                 |
| 2019-2020 | 36 | 13 | 19 | - | 1  | 3   | 117 | 133 | 30  | 6e place   | Séries éliminatoires annulées en raison de la Covid-19 |
| 2020-2021 | 0  | 0  | 0  | - | 0  | 0   | 0   | 0   | 0   | -          | Saison annulée en raison de la Covid-19                |
| 2021-2022 | 28 | 12 | 14 | - | 1  | 1   | 98  | 103 | 26  | 5e place   | Défaite en demi-finale                                 |
| 2022-2023 | 36 | 20 | 13 | - | 3  | 0   | 153 | 133 | 43  | 4e place   | Remporte la Coupe Vertdure                             |
| 2023-2024 | 36 | 15 | 14 | - | 3  | 4   | 125 | 137 | 37  | 5e place   | Défaite en quarts de finale                            |
| 2024-2025 | 36 | 25 | 9  | - | 1  | 1   | 166 | 121 | 52  | 1re place  | Défaite en quarts de finale                            |

## Joueurs

### Effectif
| No    | Nom                   | Nat. | Position             | Arrivée                           |
| ----- | --------------------- | ---- | -------------------- | --------------------------------- |
| +033, | Raphaël Girard        |      | Gardien de but       | 2019 - Marquis de Jonquière       |
| +038, | Sébastien Auger       |      | Gardien de but       | 2019 - Repêchage                  |
| +005, | Simon Demers          |      | Défenseur            | 2014 - 3L de Rivière-du-Loup      |
| +006, | Alexandre Roy         |      | Défenseur            | 2022                              |
| +015, | Louis-Patrice Giguère |      | Défenseur            | 2021 - Agent libre                |
| +017, | Allan Caron           |      | Défenseur            | 2019 - Repêchage                  |
| +018, | Alexandre Gosselin    |      | Défenseur            | 2018 - Repêchage                  |
| +028, | Marc-Éric Bourque     |      | Défenseur            | 2022                              |
| +036, | Mathieu Roy           |      | Défenseur            | 2011 - Repêchage                  |
| +045, | Raphaël Maheux        |      | Défenseur            | 2018 - Repêchage                  |
| +058, | Mathieu Gagnon        |      | Défenseur            | 2022 - Agent libre                |
| +078, | Bruno-Carl Denis      |      | Défenseur            | 2020 - Repêchage                  |
| +002, | André Thibault        |      | Attaquant            | 2021                              |
| +007, | Philippe Hudon        |      | Centre/Ailier droit  | 2018 - Repêchage                  |
| +010, | Yannick Tifu          |      | Centre               | 2018 - Pétroliers du Nord         |
| +011, | Michael Rhéaume       |      | Centre               | 2021 - 3L de Rivière-du-Loup      |
| +012, | Maxime Lacroix        |      | Centre               | 2020 - Repêchage                  |
| +019, | Mikaël Bédard         |      | Ailier droit         | 2013 - Signature                  |
| +021, | Anthony Verret        |      | Centre               | 2018 - Pétroliers du Nord         |
| +024, | Jonathan Ferland      |      | Ailier droit         | 2019 - Signature                  |
| +041, | Keven Cloutier        |      | Centre/Ailier gauche | 2015 - Signature                  |
| +055, | Dave Hamel            |      | Attaquant            | 2018 - 3L de Rivière-du-Loup      |
| +061, | Maxime Chagnon        |      | Centre               | 2022 - Repêchage                  |
| +071, | Tommy Veilleux        |      | Ailier gauche        | 2018 - Blizzard de Trois-Rivières |
| +077, | Jérémi Janneteau      |      | Centre               | 2019 - Signature                  |
| +081, | William Breton        |      | Ailier gauche        | 2018                              |
| +091, | Frédéric Bergeron     |      | Centre               | 2022 - Signature                  |

### Numéros retirés
| N° | Nom              | Position      | Année       | PJ  | B   | A   | Pts |
| -- | ---------------- | ------------- | ----------- | --- | --- | --- | --- |
| 16 | Francis Lapointe | Centre        | 1998 à 2000 | 68  | 24  | 49  | 73  |
| 23 | Steve Gosselin   | Défenseur     | 1999 à 2010 | 395 | 131 | 299 | 430 |
| 26 | Jesse Bélanger   | Centre        | 2007 à 2013 | 226 | 136 | 181 | 317 |
| 32 | Mario Roberge    | Ailier gauche | 1998 à 2001 | 103 | 18  | 61  | 79  |
| 44 | Jonathan Delisle | Ailier droit  | 2003 à 2006 | 152 | 57  | 137 | 194 |